# Elena Könz
Elena Könz (* 12. September 1987 in Chur) ist eine Snowboarderin aus Vnà im Kanton Graubünden.

## Werdegang
Sie begann im Alter von 13 Jahren in Scuol im Unterengadin mit dem Snowboarden und erreichte bald ihre ersten Erfolge. Seit 2007 nimmt sie an Wettbewerben der Ticket to Ride World Snowboard Tour teil. Dabei holte sie in der Saison 2010/11 mit dritten Plätzen im Slopestyle beim The Ladies first Challenge in Saas-Fee, bei den Rip Curl Sista Sessions in Mayrhofen und der Engadinsnow in St. Moritz ihre ersten Podestplatzierungen. Im März 2011 gewann sie auf der Halfpipe beim Catfight by Battery in Levi. Bei den Snowboard-Weltmeisterschaften 2012 in Oslo belegte sie den 25. Platz im Slopestyle. Im März 2012 kam sie im Slopestyle beim Nescafé Champs in Leysin und beim The Ladies First Challenge in Leysin auf den dritten Platz. Beim Battery Catfight 2012 in Levi belegte sie den zweiten Rang im Slopestyle und den ersten Rang auf der Halfpipe. Bei den Burton European Open 2014 in Laax wurde sie Dritte im Slopestyle. Im Januar 2014 wurde sie für das schweizerische Team bei den Olympischen Winterspielen in Sotschi selektioniert. Dort errang sie den neunten Rang im Slopestyle. Zum Beginn der Saison 2014/15 errang sie im Slopestyle beim O’Neill Pleasure Jam in Schladming den zweiten Platz. Bei den Snowboard-Weltmeisterschaften 2015 am Kreischberg belegte sie den 18. Platz im Slopestyle. Im Big Air Wettbewerb gewann sie Gold. Im April 2015 wurde sie Schweizer Meisterin im Big Air.
2015 wurde sie zur Bündner Sportlerin des Jahres gewählt. Zu Beginn der Saison 2015/16 kam sie im Slopestyle bei The Mile High in Perisher Blue auf den zweiten Platz. Am Ende der Saison wurde sie in Corvatsch Schweizer Meisterin im Slopestyle und Vizemeisterin im Big Air. Bei den Snowboard-Weltmeisterschaften 2017 in Sierra Nevada kam sie auf den 22. Platz im Big Air und auf den zehnten Platz im Slopestyle. Im April 2017 wurde sie erneut Schweizer Meisterin im Slopestyle.
Könz hat die F+F Schule für Kunst und Mediendesign Zürich 2012 erfolgreich abgeschlossen.

## Erfolge
- 3. Platz an den Nescafé Champs Open 2012
- 2. Platz am Battery Catfight 2012
- 1. Platz an den Schweizermeisterschaften in Zermatt 2012
- 4. Platz am Copper Grand Prix 2013
- 3. Platz am Burton European Open 2014
- 9. Platz Olympische Spiele Sotschi 2014
- 1. Platz Nine Queens Livigno 2014